# (1355) Magoeba
(1355) Magoeba es un asteroide perteneciente al cinturón interior de asteroides descubierto por Cyril V. Jackson el 30 de abril de 1935 desde el observatorio Union de Johannesburgo, República Sudaficana.

## Designación y nombre
Magoeba fue designado inicialmente como 1935 HE.
Posteriormente se nombró en honor del jefe tribal africano Magoeba.

## Características orbitales
Magoeba orbita a una distancia media del Sol de 1,853 ua, pudiendo acercarse hasta 1,77 ua y alejarse hasta 1,937 ua. Su inclinación orbital es 22,82° y la excentricidad 0,04484. Emplea 921,6 días en completar una órbita alrededor del Sol. Forma parte del grupo asteroidal de Hungaria.